# Bloedrood meniezwammetje
Het bloedrood meniezwammetje (Neonectria coccinea) is een schimmelziekteverwekker bij planten behorend tot de familie Nectriaceae. Het leeft saprotroof en parasitair. Het komt voor op diverse loofbomen: populier (Populus), iep (Ulmus), esdoorn (Acer) en Fagus (hierop een ziekte veroorzakend, in samenhang met aantasting door de schildluis Cryptococcus fagi). Microscopische controle is nodig voor zekere determinatie.

## Kenmerken

### Uiterlijke kenmerken
Het vormt ovale of bolvormige perithecia met een diameter van 0,25-0,35 mm en een glad oppervlak met scherpe, vaak donkerdere wratten. In eerste instantie zijn ze oranje, dan karmozijnrood van kleur, later worden ze donkerder, bruiner. Ze vormen zich meestal in groepen van 5-35 op een gemeenschappelijke steel op de schors van hout. Wanneer het zich ontwikkelt op blootliggend hout, vormt het vaak perithecia, verspreid en zonder stelen.

### Microscopische kenmerken
De asci zijn 75-100 × 7-10 μm, cilindrisch met afgeronde bovenkant. In elk worden acht hyaliene ascosporen met één septum in één rij gevormd, met een licht papillair oppervlak en afmetingen van 12-15 × 5-6 μm. De hyfen geelwit tot grijsbruin. Ze produceren twee soorten conidia: microconidia en macroconidia. De cilindrische, afgeronde uiteinden van de microconidia zijn 4-9 × 1,5-3 μm, licht gebogen en kunnen septa vormen. Ze ontstaan aanvankelijk op laterale hyfen, maar daarna op goed ontwikkelde conidioforen. Macroconidia ontwikkelen zich later uit iets grotere hyfen dan die waarop microconidia worden gevormd. Ze zijn hyaliene, cilindrisch en lopen iets taps toe naar de boven- en onderkant. Ze rijpen na 3–7 dagen en hebben een grootte van 46–80 × 6–7 μm. De chlamydosporen worden zelden gevormd, vaak uit macroconidiacellen.

## Verspreiding
Het is over de hele wereld verspreid, met het zwaartepunt in Europa. In Nederland komt het vrij zeldzaam voor. Het staat niet op de rode lijst en is niet bedreigd.

## Ecologie
Het ontwikkelt zich op de schors van dode bomen. Het is bekend van gewone esdoorn, berk, haagbeuk, vogelkers, gewone beuk, linde en wilg. Het veroorzaakt nodulaire kanker bij loofbomen.
Het fenomeen van een parasitaire levensstijl is alleen in Europa op beuken beschreven, in andere delen van de wereld ontwikkelt het zich waarschijnlijk alleen als saprotroof. Het veroorzaakt schorsziekte bij Europese beuken. De infectie wordt uitgevoerd door ascosporen die door de wind worden verspreid. Ze komen de boom binnen via beschadiging van de schors of via wonden veroorzaakt door insecten.